# Közép-Európa Rali

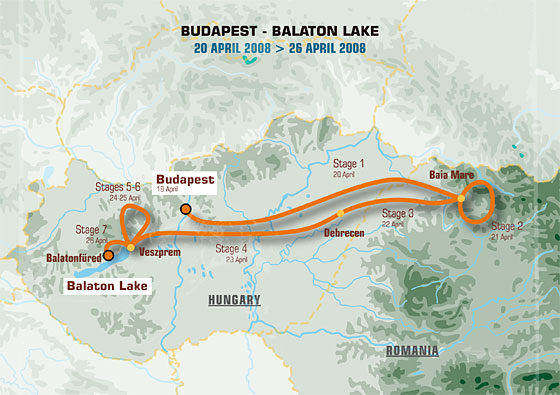
A verseny útvonala

A Közép-Európa Rali 2008-ban került megrendezésre, Románia és Magyarország között. A verseny a 2008-ban terrorveszély miatt elmaradt Dakar-ralit pótolta. Ennek mintájára is került megrendezésre, így motorok, quadok, autók és tehergépkocsik vágtak neki a ralinak. A viadal 2008. április 20-án indult Budapestről, és április 26-án a Balatonnál volt a végállomás.

## Résztvevők
A Közép-Európa Ralin 238 csapat vett részt. A csapatoknak hét szakaszt kellett teljesíteniük. 96 motor, 18 quad, 84 autó és 40 kamion állt rajthoz. Magyarok közül hárman motorral, szintén hárman quaddal, tízen autóval és négyen kamionnal vágtak neki a ralinak.

## Útvonal
A verseny a magyar fővárosból, Budapestről indult. A rajtceremóniát április 19-én tartották a város belvárosában. A teljes versenytáv több, mint 2671 km volt. A befutót a Balaton parti városban Balatonfüreden tartották, nagy érdeklődés előtt.
| Szakasz | Dátum       | Honnan    | Nemzet       | Nemzet       | Hová         | Össztáv (km) |
| ------- | ----------- | --------- | ------------ | ------------ | ------------ | ------------ |
| 1       | április 20. | Budapest  | Magyarország | Románia      | Nagybánya    | 531          |
| 2       | április 21. | Nagybánya | Románia      | Románia      | Nagybánya    | 292          |
| 3       | április 22. | Nagybánya | Románia      | Magyarország | Debrecen     | 437          |
| 4       | április 23. | Debrecen  | Magyarország | Magyarország | Veszprém     | 580          |
| 5       | április 24. | Veszprém  | Magyarország | Magyarország | Veszprém     | 317          |
| 6       | április 25. | Veszprém  | Magyarország | Magyarország | Veszprém     | 317          |
| 7       | április 26. | Veszprém  | Magyarország | Magyarország | Balatonfüred | 197          |

## Szakaszok győztesei
A Közép-Európa Rali szakaszainak győztesei kategóriánként.
| Szakaszok győztesei | Szakaszok győztesei | Szakaszok győztesei                           | Szakaszok győztesei                                            |
| Szakasz             | Motorok             | Autók                                         | Kamionok                                                       |
| ------------------- | ------------------- | --------------------------------------------- | -------------------------------------------------------------- |
| 1                   | M. Coma (ESP)       | C. Sainz (ESP) · M. Perin (FRA)               | H. Stacey (NED) · E. Chévaillier (BEL) · B. der Kinderen (NED) |
| 2                   | D. Casteu (FRA)     | M. Petersen (USA) · M. Stevenson (GBR)        | H. Stacey (NED) · E. Chévaillier (BEL) · B. der Kinderen (NED) |
| 3                   | J. Katrinak (SVK)   | G. De Villiers (RSA) · D. Von Zitzewitz (GER) | Aleš Loprais (CZE) · Ladislav Lála (CZE) · Milan Holáň (CZE)   |
| 4                   | C. Despres (FRA)    | C. Sainz (ESP) · M. Perin (FRA)               | H. Stacey (NED) · E. Chévaillier (BEL) · B. der Kinderen (NED) |
| 5                   | D. Casteu (FRA)     | C. Sainz (ESP) · M. Perin (FRA)               | H. Stacey (NED) · E. Chévaillier (BEL) · B. der Kinderen (NED) |
| 6                   | C. Despres (FRA)    | C. Sainz (ESP) · M. Perin (FRA)               | H. Stacey (NED) · E. Chévaillier (BEL) · B. der Kinderen (NED) |
| 7                   | J. Katrinak (SVK)   | C. Sainz (ESP) · M. Perin (FRA)               | H. Stacey (NED) · E. Chévaillier (BEL) · B. der Kinderen (NED) |

## Végeredmény
A motor kategóriában a francia David Casteu diadalmaskodott. A legjobb magyar versenyző a 30. helyen végző Nagy Péter lett. Az autósoknál sokáig óriási harc folyt az első helyért, de végül a spanyol, Carlos Sainz szerezte meg a győzelmet. Ebben a kategóriában a legjobb magyar helyezés a 13. lett. Ezt Kis Sándor és navigátora Czeglédi Péter érte el. A kamionoknál a Hans Stacey vezette MAN legénysége diadalmaskodott. A Szaller Zoltán által vezetett magyar kamion 9. lett. Ez volt ebben a kategóriában a legjobb magyar eredmény összetettben.

### Motor
| Helyezés | Versenyző                      | Típus | Idő      | Különbség |
| -------- | ------------------------------ | ----- | -------- | --------- |
| 1        | David Casteu (FRA)             | KTM   | 12:21:14 |           |
| 2        | Francisco López Contardo (CHI) | KTM   | 12:24:12 | +00:02:58 |
| 3        | Alain Duclos (FRA)             | KTM   | 12:40:53 | +00:19:39 |

### Autó
| Helyezés | Versenyző                                            | Típus      | Idő      | Különbség |
| -------- | ---------------------------------------------------- | ---------- | -------- | --------- |
| 1        | Carlos Sainz (ESP) · Michel Perin (FRA)              | Volkswagen | 11:18:08 |           |
| 2        | Stéphane Peterhansel (FRA) · Jean-Paul Cottret (FRA) | Mitsubishi | 11:20:09 | +00:02:01 |
| 3        | Dieter Depping (GER) · Timo Gottschalk (GER)         | Volkswagen | 11:24:42 | +00:06:34 |

### Kamion
| Helyezés | Versenyző                                                               | Típus | Idő      | Különbség |
| -------- | ----------------------------------------------------------------------- | ----- | -------- | --------- |
| 1        | Hans Stacey (NED) · Eddy Chévaillier (BEL) · Bernard der Kinderen (NED) | MAN   | 11:43:20 |           |
| 2        | Wuf van Ginkel (NED) · Daniel Bruinsma (NED) · Richard de Rooy (NED)    | GINAF | 12:17:03 | +00:33:43 |
| 3        | Aleš Loprais (CZE) · Ladislav Lála (CZE) · Milan Holáň (CZE)            | Tatra | 12:36:38 | +00:53:18 |

## Külső hivatkozások
- A Közép-Európa Rali hivatalos honlapja